# Verbandsliga 1924-1925
L'edizione 1924-25 della Verbandsliga vide la vittoria finale del Norimberga. Per la prima volta, nell'intento di dare maggiore rappresentatività al torneo, vennero ammessi anche i vicecampioni e alcune terze classificate dei campionati interregionali, per un totale di sedici squadre.
Capocannoniere del torneo furono Josef Lüke (TuRU Düsseldorf) e Arthur Warnecke (Altonaer FC 93), con 3 reti (in due partite).

## Partecipanti
| Squadra                    | qualificata come                                                    |
| VfB Königsberg             | Campione Nordostdeutscher                                           |
| FC Titania Stettino        | Vicecampione Nordostdeutscher                                       |
| FC Viktoria Forst          | Campione Südostdeutscher                                            |
| Breslauer SC 08            | Vicecampione Südostdeutscher                                        |
| Hertha Berlino             | Campione Berlin-Brandenburg                                         |
| Berliner TuFC Alemannia 90 | Vicecampione Berlin-Brandenburg                                     |
| VfB Lipsia                 | Campione Mitteldeutscher                                            |
| 1. SV Jena                 | Vincitore delle qualificazioni della Germania occidentale           |
| Amburgo                    | Campione Norddeutscher                                              |
| Altonaer FC 93             | Vicecampione Norddeutscher                                          |
| Duisburger SpV             | In rappresentanza delle qualificazioni della Germania occidentale   |
| Essener TB Schwarz-Weiß    | Seconda qualificata delle qualificazioni della Germania occidentale |
| TuRU Düsseldorf            | Terza qualificata delle qualificazioni della Germania occidentale   |
| VfR Mannheim               | Campione Süddeutscher                                               |
| Norimberga                 | Vicecampione Süddeutscher                                           |
| FSV Francoforte            | Terza qualificata delle qualificazioni della Germania meridionale   |

## Fase finale

### Ottavi di finale
| TuRU Düsseldorf | 4 – 1 | VfR Mannheim |

| FC Titania Stettino | 2 – 4 | Altonaer FC 93 |

| Norimberga | 2 – 0 | 1. SV Jena |

| Berliner TuFC Alemannia 90 | 1 – 2 | Duisburger SpV |

| VfB Lipsia | 1 – 2 | Breslauer SC 08 |

| FC Viktoria Forst | 1 – 2 | Essener TB Schwarz-Weiß |

| VfB Königsberg | 2 – 3 dts | Hertha Berlino |

| Amburgo | 1 – 2 dts | FSV Francoforte |

### Quarti di finale
| Altonaer FC 93 | 0 – 2 | Duisburger SpV |

| Hertha Berlino | 4 – 1 | TuRU Düsseldorf |

| Essener TB Schwarz-Weiß | 1 – 3 | FSV Francoforte |

| Breslauer SC 08 | 1 – 4 | Norimberga |

### Semifinali
| Duisburger SpV | 0 – 3 | Norimberga |

| FSV Francoforte | 1 – 0 dts | Hertha Berlino |

### Finale
| FSV Francoforte | 0 – 1 dts | Norimberga |

## Verdetti
- 1. FC Norimberga campione della Repubblica di Weimar 1924-25.